# Cerinthe major
Cerinthe major (вощанка велика) — вид рослин родини шорстколисті (Boraginaceae).

## Опис
Однорічна рослина, гола, 15–80 см заввишки. Стебло пряме, гіллясте. Синьо-зелене листя з білими плямами, овальні, у формі серця при основі, 3–6 см завдовжки і до 1,5 см завширшки. Віночок жовтий, коричневий, фіолетовий біля основи. Горішки (5)5,5–7 × ≈ 5 мм гладкі. Цвіте і плодоносить з лютого по травень.

## Поширення
Північна Африка: Алжир; [пн.] Лівія [пн.]; Марокко; Туніс. Західна Азія: Туреччина [зх.]. Європа: Австрія; Україна — Крим; Албанія; Хорватія; Греція [вкл. Крит]; Італія [вкл. Сардинія, Сицилія]; Франція [вкл. Корсика]; Португалія; Гібралтар; Іспанія [вкл. Балеарські острови]. 
Населяє лучні схили, канави, поля, скелясті кручі, рідко пляжі особливо з рідколіссям дуба і сосни; на висотах 0–800 метрів.

## Галерея

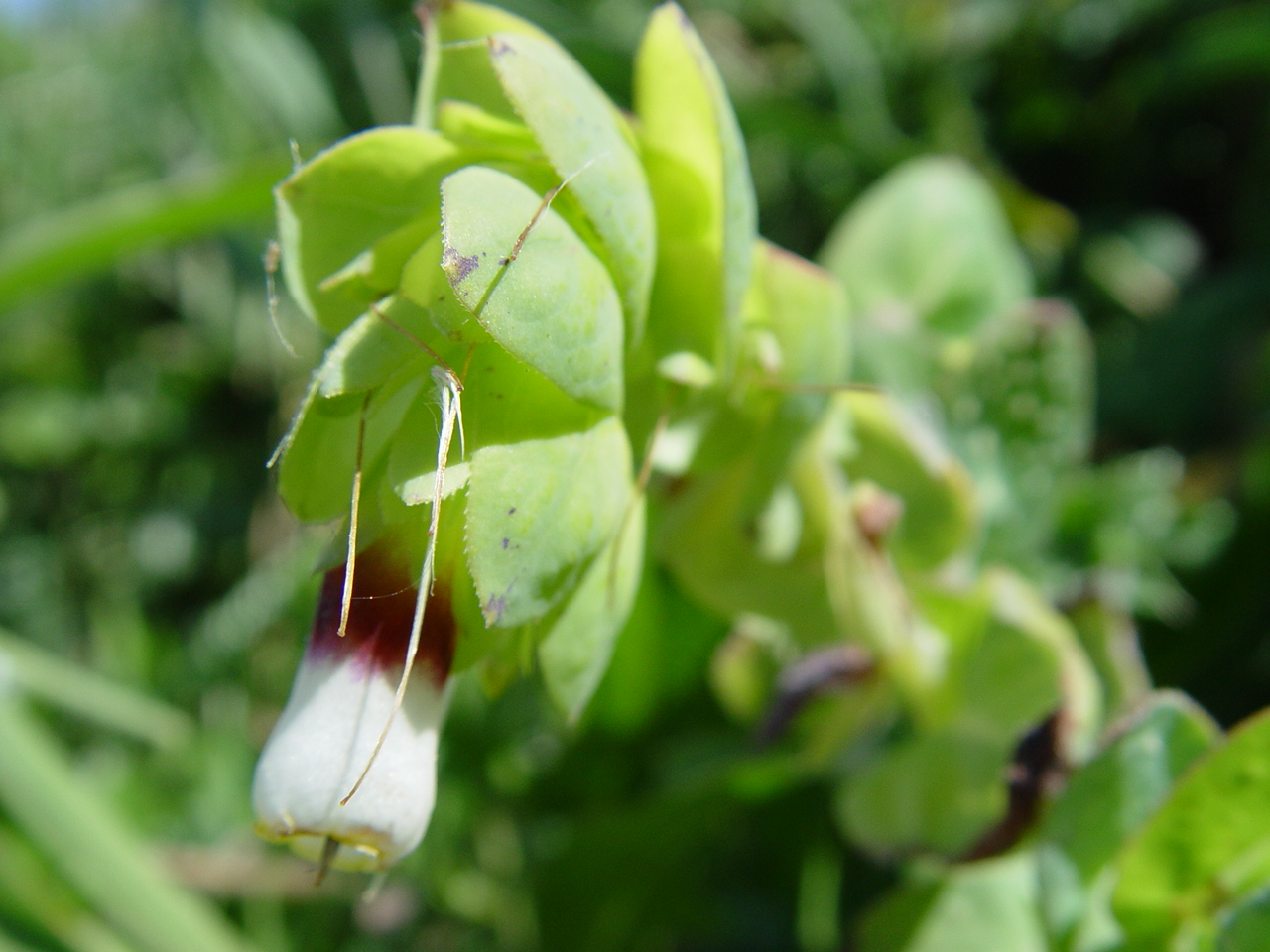
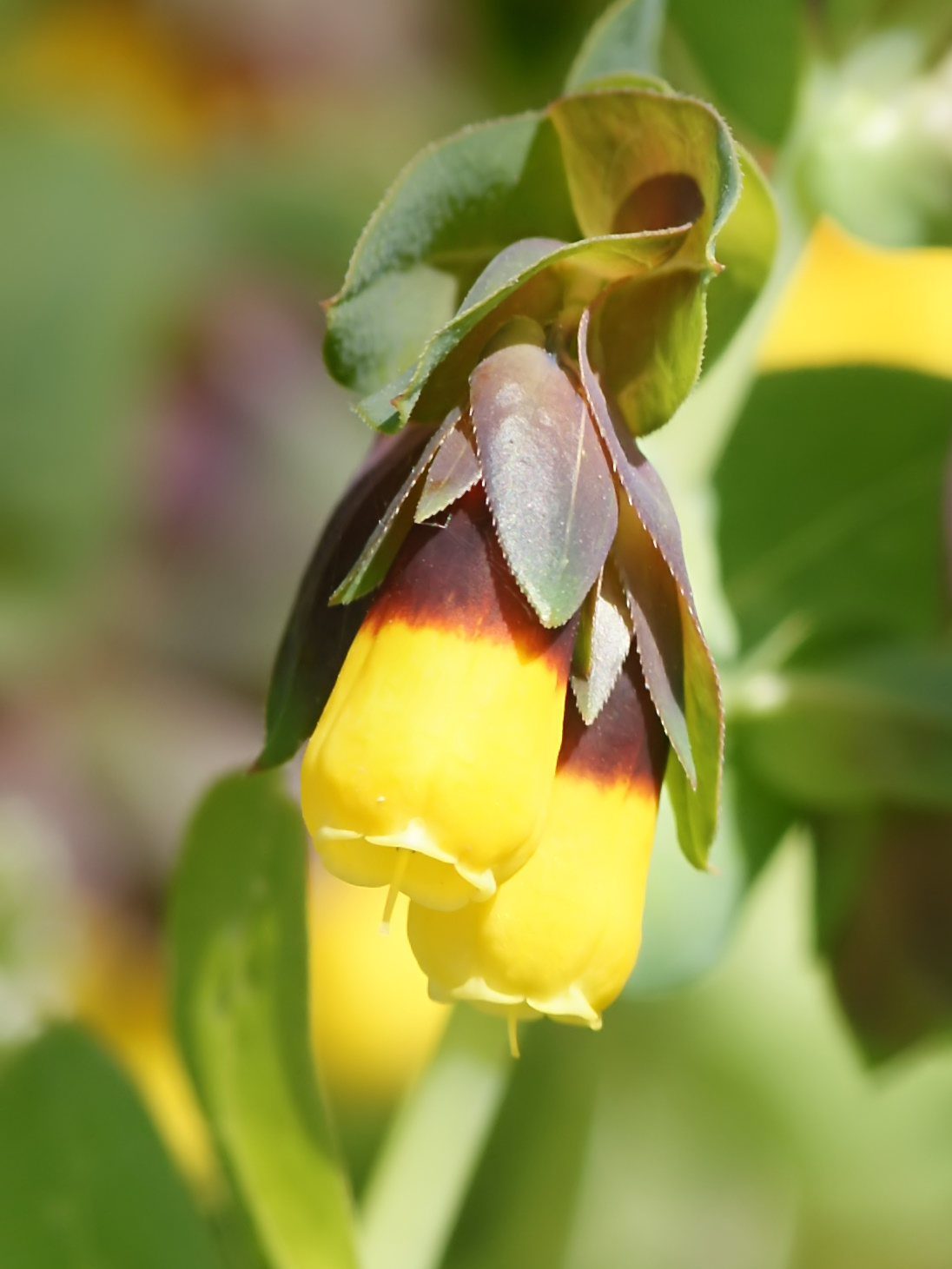